# Dikégulac
Le dikégulac-sodium est une substance phytosanitaire utilisée pour réguler la croissance des arbustes ornementaux.